# Francesco Frapolli
Francesco Frapolli (1738 – Milano, 1773) è stato un medico italiano.

## Biografia
Poco ci è noto della sua biografia, ma è attestato che si laureò in Medicina a Pavia nel 1757.
Medico presso l'Ospedale Maggiore di Milano nel XVIII secolo, è noto per essere stato il primo italiano ad aver descritto la pellagra nel suo breve saggio in Latino dal titolo Animadversionem in morbum vulgo pelagram e pubblicato nel 1771 a Milano.
Frapolli stesso propose il sostantivo "pellagra" per tale patologia. Tale termine deriva dal dialetto lombardo e allude alla ruvidità della pelle dei malati.
Morì infermo presso lo stesso ospedale nel 1773.